# Dvärghyacint
Dvärghyacint (Pseudomuscari azureum) är en sparrisväxtart som först beskrevs av Edward Fenzl, och fick sitt nu gällande namn av Fabio Garbari och Werner Rodolfo Greuter. I den svenska databasen Dyntaxa används istället namnet Muscari azureum. Enligt Catalogue of Life ingår Dvärghyacint i släktet Pseudomuscari och familjen sparrisväxter, men enligt Dyntaxa är tillhörigheten istället släktet pärlhyacinter och familjen sparrisväxter.
Artens utbredningsområde är Turkiet. Arten är reproducerande i Sverige. Inga underarter finns listade i Catalogue of Life.

## Bildgalleri

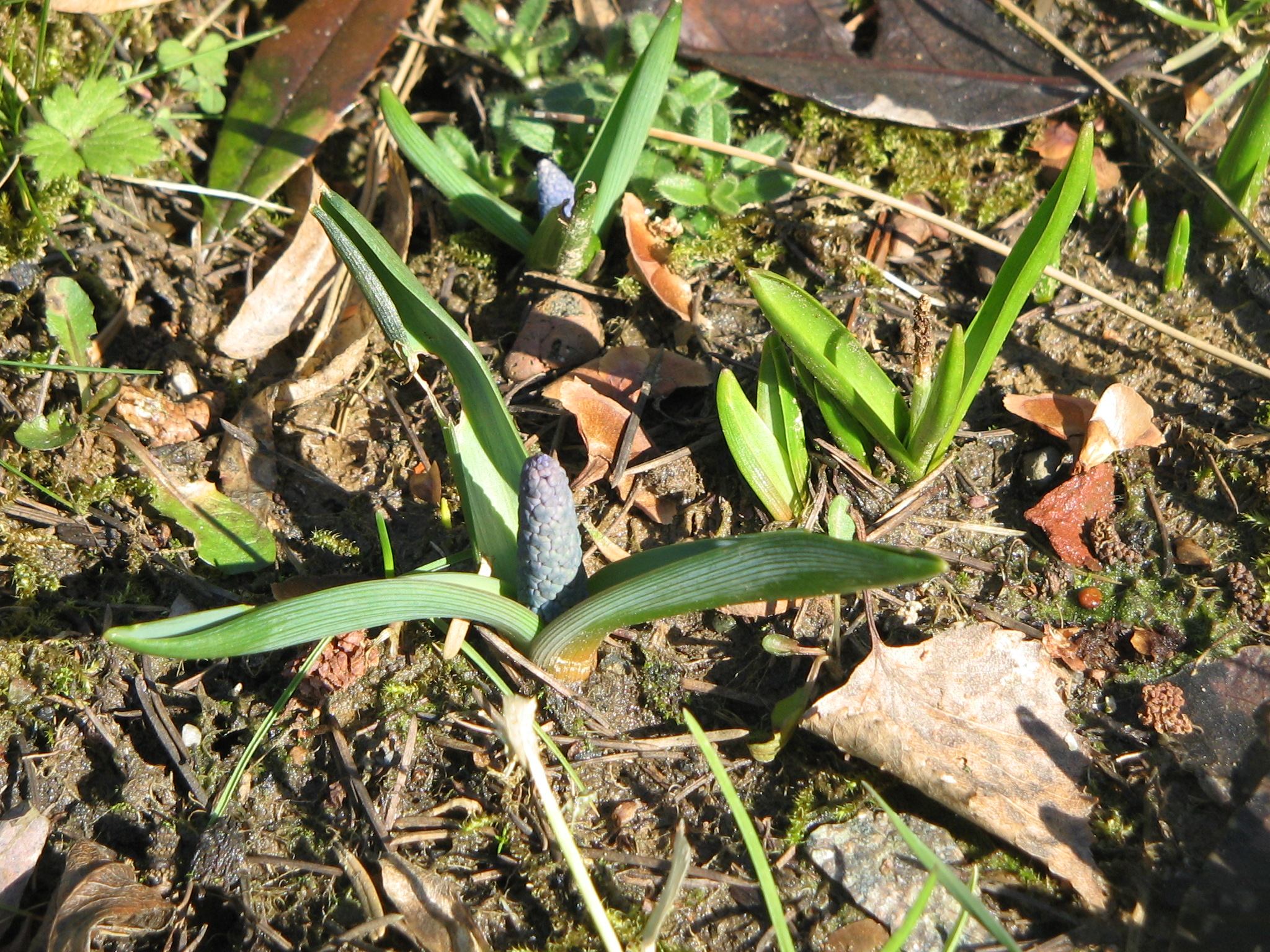
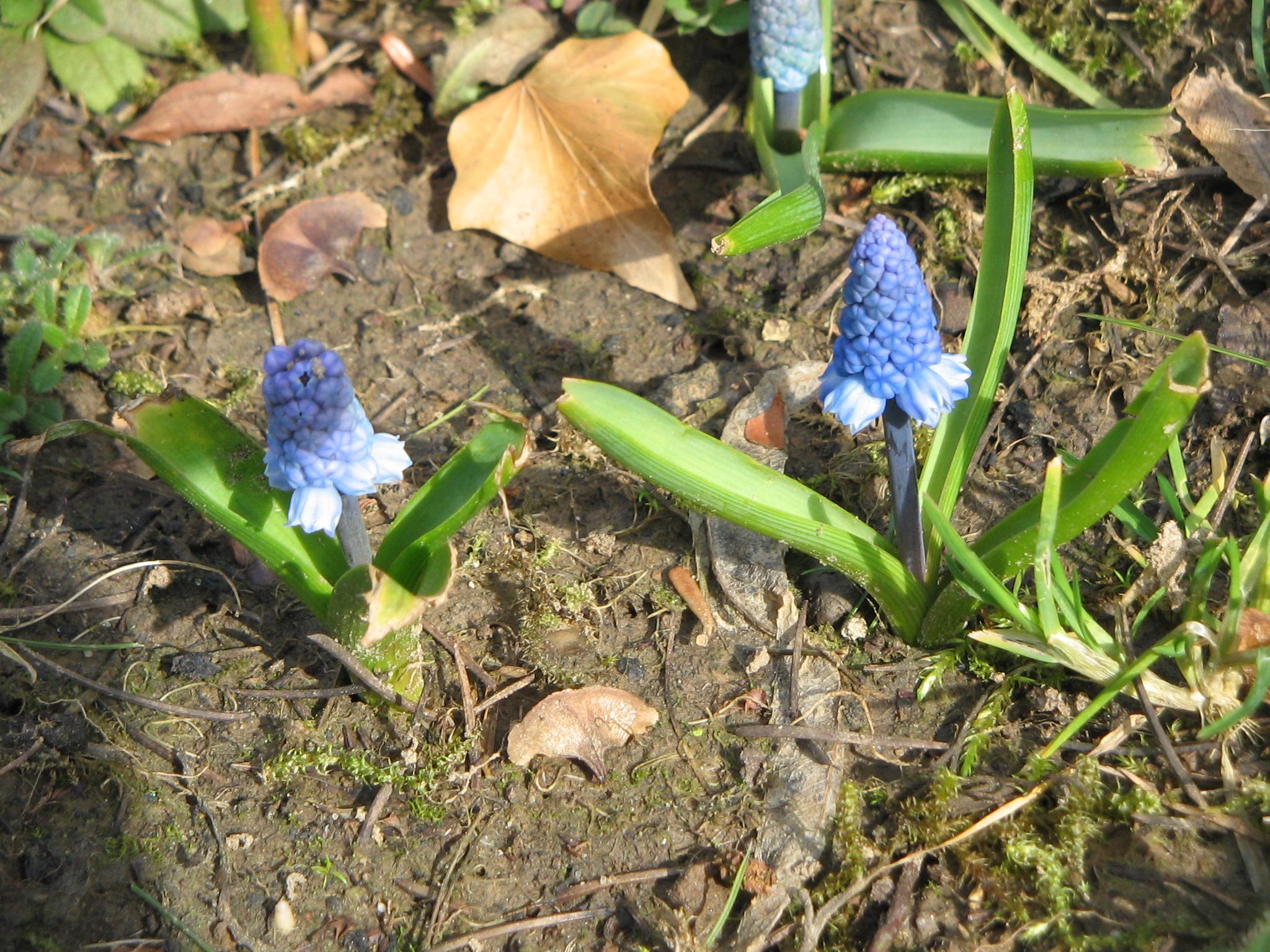
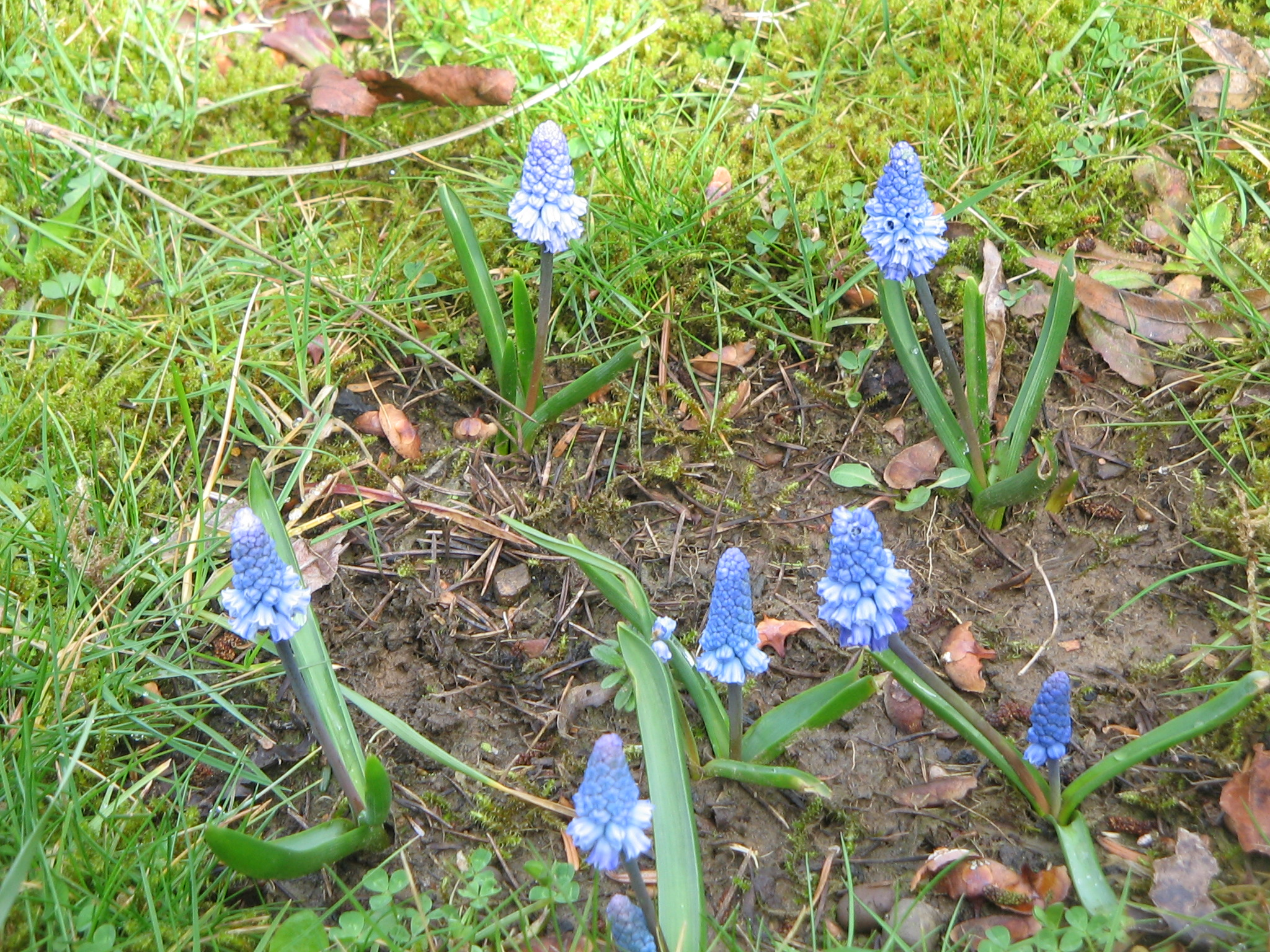
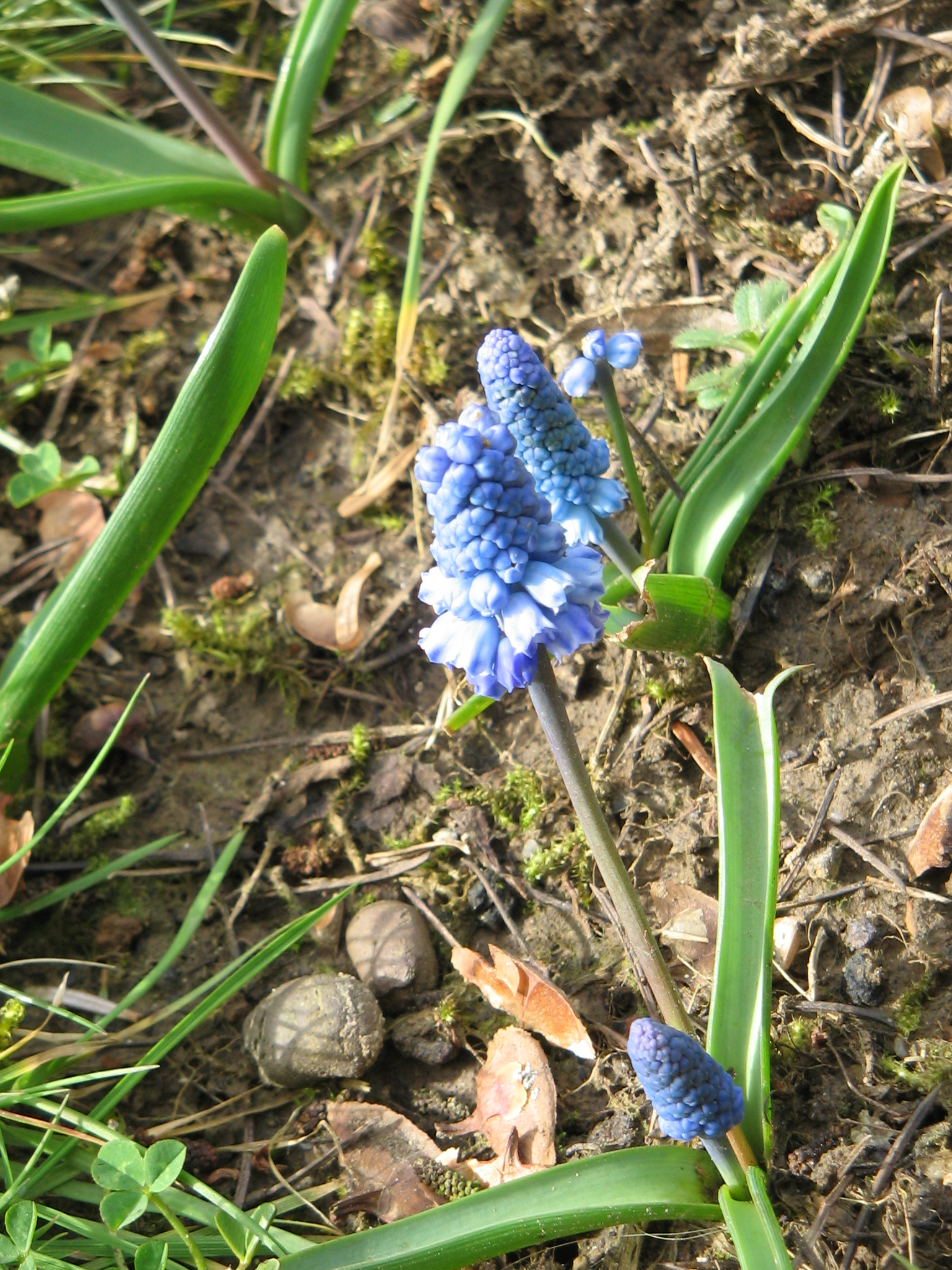
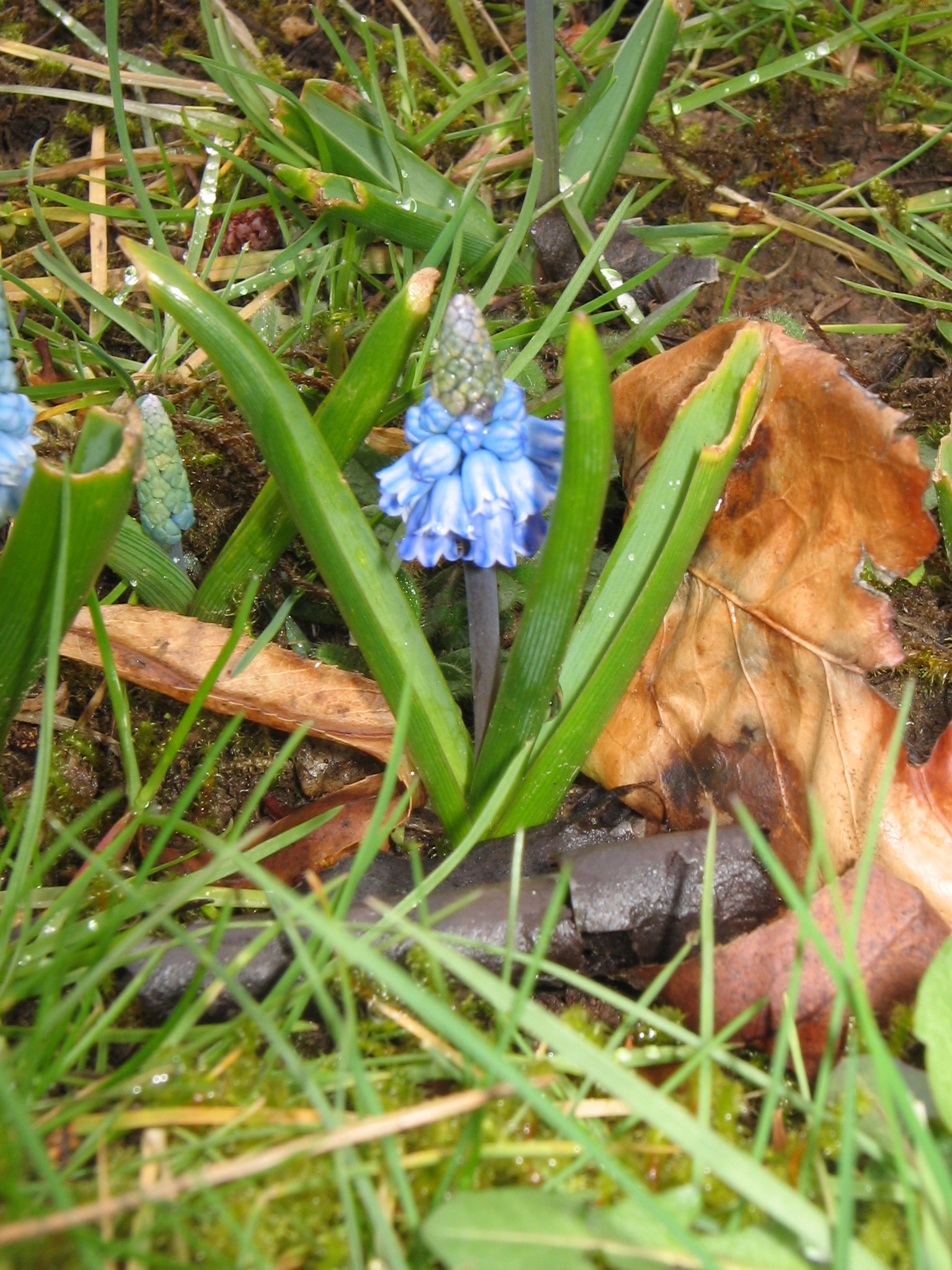
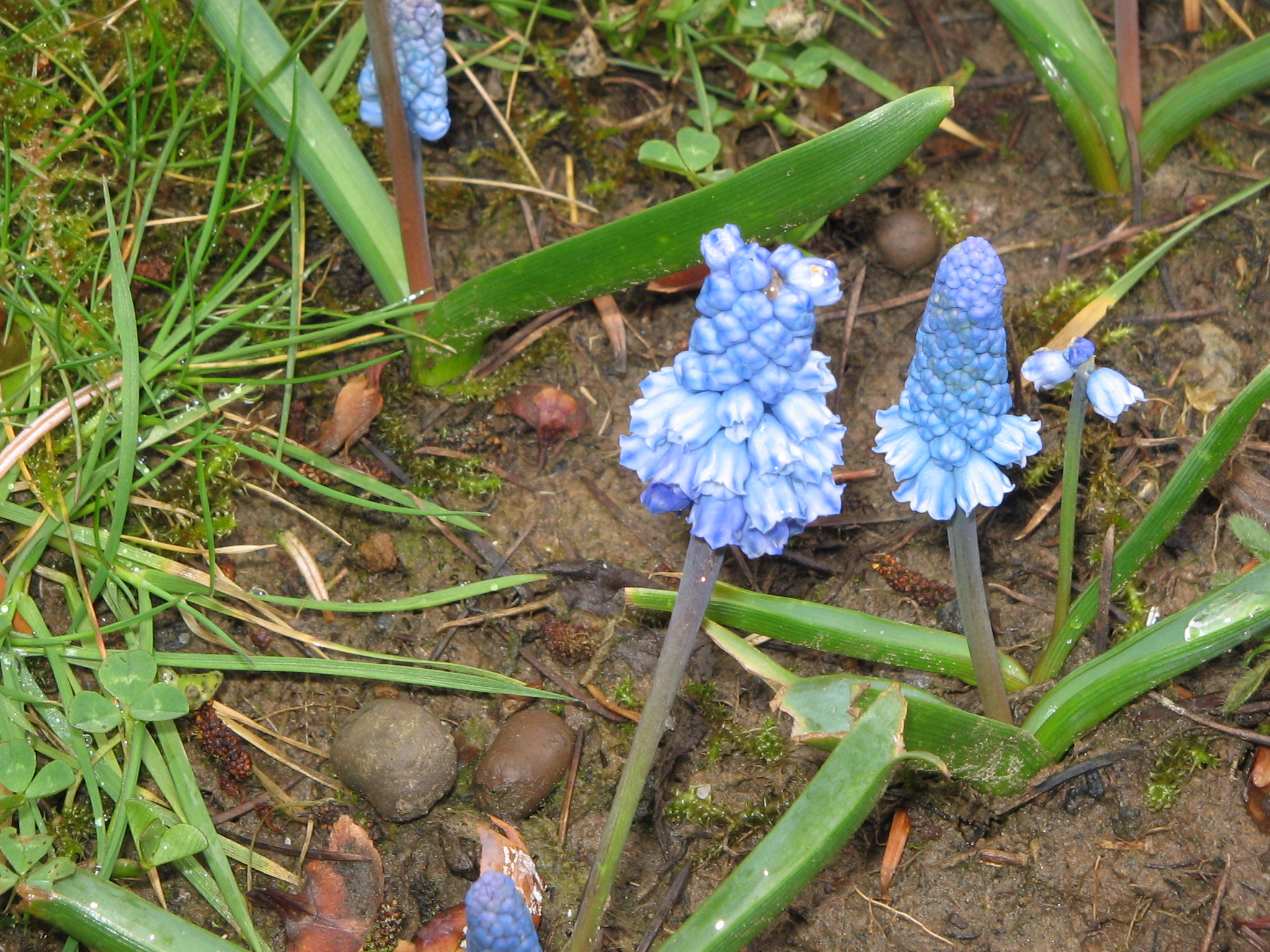